# Camolin
Camolin (iriska: Cam Eolaing) är en ort i republiken Irland.   Den ligger i grevskapet Loch Garman och provinsen Leinster, i den östra delen av landet, 80 km söder om huvudstaden Dublin. Camolin ligger 33 meter över havet och antalet invånare är 393.
Terrängen runt Camolin är huvudsakligen platt, men åt nordväst är den kuperad. Camolin ligger nere i en dal.Runt Camolin är det ganska glesbefolkat, med 24 invånare per kvadratkilometer. Närmaste större samhälle är Enniscorthy, 15,7 km sydväst om Camolin. Trakten runt Camolin består i huvudsak av gräsmarker.